# Дождевик (род грибов)
Дождеви́к (лат. Lycoperdon) — род грибов семейства Шампиньоновые; ранее относились к семейству Дождевиковые (Lycoperdaceae).

## Описание
Плодовые тела замкнутого строения, округлые, грушевидные, часто с хорошо выраженной ложной ножкой, мелкие или средних размеров. Стерильная ткань ложной ножки плотно сросшаяся с верхней частью, несущей глебу. Экзоперидий покрыт шиповидными выростами, которые с возрастом могут опадать. После созревания спор плодовое тело открывается небольшим отверстием сверху.
Растёт в лесах центральной России преимущественно в конце лета. Споровый порошок от оливково-зелёного до различных оттенков коричневого цвета. L. perlatum обычно растёт на свободной почве, в то время как L. pyriforme — на пнях и поваленных деревьях.
Могут достигать веса 10—15 кг; в таком случае маскируются под небольшие валуны.
Дождевики и пылевики (исключение составляет ложнодождевик обыкновенный) съедобны, пока незрелые, пока не потеряют белизну.

## Альтернативные названия
У дождевика много народных названий. Обычно собственно дождевиком называют молодые плотные грибы, у которых ещё не образовалась порошковатая масса спор («пыль»). Также называется пчелиная губка, заячья картошка, а созревший гриб — порховка, пырховка, пылевик, дедушкин табак, дедушкина трубка, волчий табак, табачный гриб, чёртова тавлинка, дымчатки, головачи и прочее.

## Виды
| | Lycoperdon echinatum         | Дождевик ежовый, или ежевидно-колючий |                        |  |                          |
| | Lycoperdon perlatum          | Дождевик шиповатый, или жемчужный     |                        |  |                          |
| | Lycoperdon pratense          | Дождевик луговой                      |                        |  |                          |
| | Lycoperdon pyriforme         | Дождевик грушевидный                  |                        |  |                          |
| | Lycoperdon saccatum          | Дождевик настоящий                    |                        |  |                          |
| | Lycoperdon umbrinum          | Дождевик коричневый, или умбровый     |                        |  |                          |
| \| \| отличный съедобный гриб \| \| хороший съедобный гриб \| \| условно-съедобный гриб \| \| \| несъедобный нетоксичный гриб \| \| токсичный гриб \| \| смертельно ядовитый гриб \| |                              |                                       |                        |  |                          |
| | отличный съедобный гриб      |                                       | хороший съедобный гриб |  | условно-съедобный гриб   |
| | несъедобный нетоксичный гриб |                                       | токсичный гриб         |  | смертельно ядовитый гриб |

## Кулинария
Многие виды дождевиков — съедобные, вкусные грибы, предпочтительные для варки супа. Перед приготовлением рекомендуется очищать плодовые тела, так как кожица дождевика жёсткая.